# Dinastía Khilji

Mapa del sultanato de Delhi bajo la dinastía Khilji (verde oscuro) y sus vasallos (verde claro).

La dinastía Khalji o Khilji fue una dinastía de origen euroasiático, turco-afgana que conquistó y gobernó la India entre 1290 y 1320. Fueron la segunda dinastía islámica que controló el sultanato de Delhi. Son llamados también Jalyi o Jilyi en español.
Ikhtiar Uddin Muhammad bin Bakhtiar Khalji, uno de los generales de Qutb-ud-din Aybak, conquistó Bihar y Bengala a finales del siglo XII. Los Khilji se convirtieron en los enemigos de la dinastía de los esclavos y de los sultanes de Delhi. Jalal ud din Firuz Khalji tomó el control del sultanato en 1290. A partir de esa fecha, y hasta 1320, cuatro sultanes de esta dinastía gobernaron el imperio.
Mahmud Khalji se declaró a sí mismo gobernante de Malwa en 1436. Sus sucesores gobernaron Malwa hasta 1531, fecha en la que fue conquistada por los sultanes de Guyarat.

## Sultanes Khalji de Delhi (1290-1320)

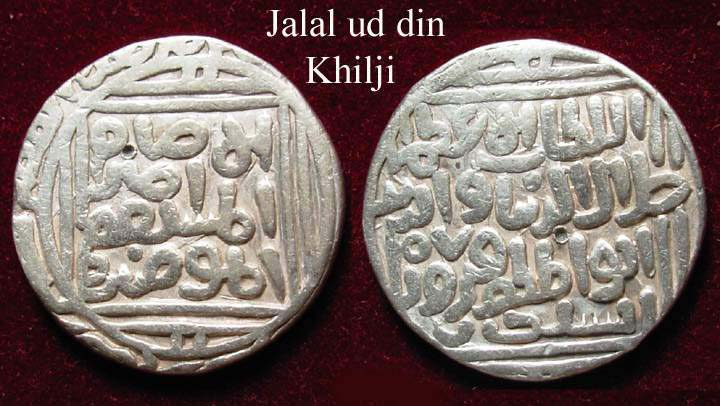
Moneda de plata de Jalal ud din Firuz Khalji.

- Jalal ud din Firuz Khalji (1290-1296)
- Alaudín Khalji (1296-1316)
- Shihabuddin Omar (1316)
- Qutb ud din Mubarak Shah (1316-1320)

## Sultanes Khalji de Malwa (1436-1531)
- Mahmud Khalji (1436-1469)
- Ghiyas ud din Khalji (1469-1500)